# Laure Hillerin
Laure Hillerin, née le 2 novembre 1949 à Paris, est une biographe et essayiste française.

## Biographie
Après une licence de Lettres, elle a exercé pendant trente ans une activité de conseil en communication indépendante, tout en publiant parallèlement ses premiers ouvrages, avant de se consacrer à l'écriture de biographies historiques, parfaitement documentées et sourcées, mais conçues pour être lues comme des "romans vrais".  Après la duchesse de Berry, elle s'est intéressée particulièrement à la Belle Époque, sa période de prédilection, dont elle a ressuscité de grandes figures oubliées – la comtesse Greffulhe, qui ensorcela pendant plus d'un demi-siècle le Tout-Paris, eut sur son époque une influence aussi réelle que méconnue et fut pour Marcel Proust une inspiratrice majeure ; Boni de Castellane et son épouse américaine  Anna Gould, couple emblématique et orageux, à qui l'on doit notamment la construction du fameux Palais Rose honteusement détruit en en 1969 ; Céleste Albaret, femme de l'ombre issue de la paysannerie lozérienne, qui voua son existence à Marcel Proust, lui permit d'achever son œuvre en veillant sur lui comme un ange gardien, puis consacra le reste de sa vie à lui porter témoignage .
Elle est membre du jury du prix Céleste Albaret, après qu'elle a reçu ce prix en 2015 pour sa biographie La comtesse Greffulhe : L’Ombre des Guermantes, récompensé également par le prix Simone-Veil et le prix coup de cœur Geneviève Moll de la biographie[réf. souhaitée].
Elle est sociétaire de la Société des gens de lettres (SGDL), membre de la Société des amis de Marcel Proust et du Cercle littéraire proustien de Cabourg-Balbec[réf. souhaitée].

## Œuvres
- Charles et Camilla : Les Secrets d’une passion. Albin Michel, 1998, 333 p.  (ISBN 2-226-10522-0)
- 2000 et une nuit. First Éditions, 1999, 227 p.  (ISBN 2-87691-529-4)
- On ne prête qu'aux riches : Mémoires d’un prince de l’arnaque, avec Armand de La Rochefoucauld. Albin Michel, 2001, 307 p.  (ISBN 2-226-12047-5)
- Le tiroir indiscret : Correspondance ardente et impudique de deux amants sous la Révolution, roman. Mercure de France, coll. « Le Mercure galant», 2005, 160 p.  (ISBN 2-7152-2578-4)
- La Duchesse de Berry : L’Oiseau rebelle des Bourbons. Éditions Flammarion, coll. « Grandes biographies », 2010, 541 p.  (ISBN 978-2-08-122880-1)[2] . Réédité en novembre 2016
- La comtesse Greffulhe : L’Ombre des Guermantes. Éditions Flammarion, 2014, 570 p.  (ISBN 978-2-08-129054-9)[3],[4]. Réédition  en 2018 en collection de poche Libre Champs Flammarion  (ISBN 978-2-08-142237-7)
- Proust pour Rire : Bréviaire jubilatoire de À la recherche du temps perdu. Éditions Flammarion, 2016, 338 p.  (ISBN 978-2-0813-8710-2). Réédition en mai 2022 en collection de poche Champs Essais Flammarion  (ISBN 978-2-08-028344-3)
- Pour le plaisir et pour le pire : La vie tumultueuse d'Anna Gould et Boni de Castellane. Éditions Flammarion, 2019  (ISBN 978-2-08-142713-6)
- À la recherche de Céleste Albaret : L'enquête inédite sur la captive de Marcel Proust. Éditions Flammarion, 2021  (ISBN 978-2-08-023243-4) Réédition en mars 2024 en collection de poche Libre Champs Flammarion  (ISBN 978-2-08-043905-5)

## Spectacles littéraires
- L'ombre des Guermantes : Les fantômes de la Belle Époque ressuscités, spectacle littéraire et musical mis en espace par Jean-Claude Penchenat.
- Proust pour rire, spectacle littéraire et musical mis en espace par Jean-Claude Penchenat.

## Récompenses

### Prix
- 2010 : sélection du prix Chateaubriand pour La Duchesse de Berry : L’Oiseau rebelle des Bourbons[5]
- 2015 : prix Céleste Albaret pour La comtesse Greffulhe : L’Ombre des Guermantes[6]
- 2015 : prix spécial du jury Simone-Veil pour La comtesse Greffulhe : L’Ombre des Guermantes[7]
- 2015 : coup de cœur du prix Geneviève Moll de la biographie pour La comtesse Greffulhe : L’Ombre des Guermantes[8]
- 2021 : prix Geneviève Moll de la biographie pour À la recherche de Céleste Albaret : L'enquête inédite sur la captive de Marcel Proust[9]
- 2022 : sélection du Goncourt de la biographie pour À la recherche de Céleste Albaret : L'enquête inédite sur la captive de Marcel Proust[10]

### Distinction
- 2021 : Chevalier des Arts et des Lettres[11]